# Леополд фон Халс
Леополд фон Халс (на немски: Leopold von Hals; † 3 март 1370) е граф на Графство Халс, днес част от град Пасау в Бавария.
Той е син на граф Йохан I фон Халс († 1347) и съпругата му за Маргарета фон Лойхтенберг († 1380), дъщеря на ландграф Улрих I фон Лойхтенберг († 1334) и Анна фон Цолерн-Нюрнберг († сл. 1340). Майка му Маргарета фон Лойхтенберг се омъжва втори път на 29 април 1349 г. за Хайнрих фон Нойхауз († 1364) и след неговата смърт става абатиса на „Св. Клара“ в Крумау.
През 1072 г. господарите фон Халс са споменати за пръв път. Леополд фон Халс е представител на благородническия род „фон Кам“, който от 1160 г. се нарича фон Халс. Резиденция е в замък Халс на река Илц, северно от Дунав, близо до епископство Пасау. През 1072 г. господарите фон Халс са споменати за пръв път.
Леополд фон Халс умира бездетен на 3 март 1370 г. и е погребан в манастир Остерхофен. Той е последният от неговата линия. През 1376 г. Халс е издигнат на град и след една година има право да сече монети. Борбата за наследството на графството Халс с ландграф Йохан I фон Лойхтенберг († 1407) (брат на майка му Маргарета), печели граф Хайнрих IV фон Ортенбург († 1395), съпругът на Агнес фон Халс, дъщеря на чичо му граф Алрам V фон Халс († 1331).

## Фамилия
Леополд фон Халс се жени 1360 г. за Анна фон Магдебург († сл. 10 март 1396), дъщеря на маркграф Бурхард X фон Магдебург, граф фон Хардег († сл. 1359), и принцеса Анна фон Силезия-Тропау († 1361). Бракът е бездетен.
Вдовицата му Анна фон Магдебург се омъжва втори път пр. 6 декември 1379 г. за Йохан фон Труендинген († 1399/1401).